# М’якинниця
М’якинниця (рос. Мякинница) — присілок в Торжоцькому районі Тверської області Російської Федерації.
Населення становить 8 осіб. Входить до складу муніципального утворення Страшевицьке сільське поселення.

## Історія
Від 2005 року входить до складу муніципального утворення Страшевицьке сільське поселення.

## Населення
| 2010 |
| ---- |
| 8    |